# Stichopogon rubzovi
Stichopogon rubzovi är en tvåvingeart som beskrevs av Pavel Lehr 1975. Stichopogon rubzovi ingår i släktet Stichopogon och familjen rovflugor. Inga underarter finns listade i Catalogue of Life.